# Francesco Romano
Francesco Romano (* 25. April 1960 in Saviano (NA), Italien) ist ein ehemaliger italienischer Fußballspieler. Mit der Nationalmannschaft seines Heimatlandes nahm er an der Fußball-Europameisterschaft 1988 teil.

## Karriere

### Im Verein
Francesco Romano begann seine Fußballkarriere fernab der Heimat in der Stadt Reggio nell’Emilia. Dort spielte er ab 1974 für die Jugendmannschaft der AC Reggiana. Nach drei Jahren in der Jugend des Vereins wurde er im Alter von 17 in die Profimannschaft berufen. Die Profis spielten damals in der Serie C. Romano verbrachte zwei Jahre in der Mannschaft und verpasste dabei zweimal den Aufstieg knapp. Im jungen Alter von 19 Jahren verpflichtete ihn 1979 die AC Mailand. Beim Vorjahresmeister gehörte Romano meist zur Startaufstellung und kam auch im Europapokal der Landesmeister zum Einsatz. Dort blieb es durch Mailands Ausscheiden in der ersten Runde gegen den FC Porto allerdings bei nur einem Einsatz. In der Endrundentabelle der Serie A belegte Mailand am Ende der Saison den dritten Platz. Doch auf Grund illegaler Wettgeschäfte und der Verwicklung des Vereins in den Wettskandal musste Mailand in die Serie B absteigen. Trotz des Abstiegs blieb Romano dem Verein treu und bestritt in der Serie B 37 von 38 möglichen Spielen. Am Ende der Saison schaffte Mailand als Tabellenerster den direkten Wiederaufstieg in die Serie A. Doch der Verein konnte sich so schnell nicht von den Folgen des Wettskandals erholen und stieg direkt wieder ab. Romano verließ auch dieses Mal den Verein nicht und schaffte erneut den Wiederaufstieg. Aber da Romanos Leistungen anscheinend nicht mehr den Erwartungen entsprachen, verließ er den Verein und ging zur US Triestina in die Serie B.
In Triestina blieb er drei Jahre, in denen die Mannschaft immer im mittleren Feld der Tabelle landete. In der Winterpause 1986 war Neapels Trainer Ottavio Bianchi auf der Suche nach einem Mittelfeldregisseur und verpflichtete daher Romano, der diese Rolle übernehmen sollte. Dies tat Romano mit Erfolg und hatte wesentlichen Anteil am Gewinn des Double. Auch in den nächsten Jahren blieb er mit der SSC Neapel erfolgreich und gewann in seinem letzten Jahr mit der Mannschaft sogar den UEFA-Pokal. Danach wechselte Romano zum FC Turin in die Serie B. Dort gelang ihm direkt in seiner ersten Saison der Aufstieg in die Serie A, woran er mit insgesamt 31 Einsätzen einen großen Anteil hatte. Zur neuen Saison in der Serie A verpflichtete Turin viele namhafte Spieler wie z. B. Rafael Martín Vázquez von Real Madrid. Unter den Neuverpflichtungen waren aber auch zwei ehemalige Mitspieler Romanos von der SSC Neapel (Raffaele Di Fusco und Luca Fusi). Die neu zusammengesetzte Mannschaft um Romano wurde fünfter in der Serie A und konnte sogar den Mitropapokal gewinnen. Durch die gute Platzierung in der Tabelle hatte der Verein sich sogar für den UEFA-Pokal qualifiziert, aber Romano verließ den Verein nach der Saison und wechselte zur SSC Venedig. Der Verein spielte damals in der Serie B und erreichte in Romanos Zeit nur die unteren Tabellenplätze, stieg aber nicht ab. Nach zwei Jahren in Venedig kehrte Romano zu seinem Stammverein, der US Triestina zurück. Dort absolvierte er eine Saison und wurde mit der Mannschaft zehnter in der Serie C. Dennoch verließ Romano den Verein, da dieser auf Grund finanzieller Probleme zwangsabsteigen musste. Sein neuer Verein war der Ligakonkurrent AC Palazzolo, der durch den Zwangsabstieg Triestinas die Klasse halten konnte. Doch in der neuen Saison mit Romano reichte es wieder nicht für den Klassenerhalt und da diesmal kein Verein zwangsabsteigen musste, konnte Palazzolo die Klasse nicht halten. Romano beschloss daher seine Karriere zu beenden.

### In der Nationalmannschaft
Romano erste Einsätze für Italien waren in der U-21 Nationalmannschaft, für die er zwei Mal auflief und mit der er auch an der U-21-Europameisterschaft 1982 teilnahm. Während seiner Zeit in Neapel wurde er von Azeglio Vicini sogar ins Aufgebot für die Europameisterschaft 1988 in Deutschland berufen. Dennoch ist er nie zu einem Einsatz in der A-Nationalmannschaft gekommen.

## Erfolge
- Italienische Meisterschaft: 1986/87
- Coppa Italia: 1986/87
- UEFA-Pokal: 1988/89
- Mitropapokal: 1981/82, 1991